# Asymmetrione ambodistorta
Asymmetrione ambodistorta är en kräftdjursart som beskrevs av Clements Robert Markham 1985. Asymmetrione ambodistorta ingår i släktet Asymmetrione och familjen Bopyridae. Inga underarter finns listade i Catalogue of Life.